# Cabazon, California
Cabazon, California (енгл. Cabazon) насељено је место без административног статуса у америчкој савезној држави Калифорнија.

## Демографија
По попису из 2010. године број становника је 2.535, што је 306 (13,7%) становника више него 2000. године.
| Група             | 2000.         | 2010.         |
| Белци             | 1.271 (57,0%) | 1.072 (42,3%) |
| Афроамериканци    | 91 (4,1%)     | 135 (5,3%)    |
| Азијати           | 26 (1,2%)     | 38 (1,5%)     |
| Хиспаноамериканци | 675 (30,3%)   | 1.135 (44,8%) |
| Укупно            | 2.229         | 2.535         |